# Dogmatika
A dogmatika általában egy vallás dogmáinak rendszere, a keresztény szóhasználatban a teológia egyik ága, amely azokat a dogmákat foglalja rendszerbe, amelyekben a hívőnek hinnie kell.
A dogmatika nem azzal az igénnyel lép az emberek elé, hogy előadja, mit kell minden embernek igaznak tartania, hanem azzal, mely hitigazságokat, hittételeket (ezek között dogmákat) kell vallania annak, aki a keresztény egyházhoz tartozónak vallja magát.

## A dogmatika tudományának kialakulása
A keresztény egyházak számára a hit kiindulópontja a Szentírás, amelyet Istentől sugalmazottnak tartanak. A Biblia szövegéről az egyházak többsége sem állítja, hogy szó szerint igaz, hanem olyan értelemben tartják Istentől eredőnek, hogy amit a Biblia emberi szerzői a maguk korának ismeretei alapján, a saját koruk szóhasználatának és az egyes bibliai könyvek műfajának megfelelően megfogalmaztak, annak a lényeges mondanivalója Istentől származik.
A Szentírás értelmezése tekintetében azonban szinte a kereszténység kezdetétől fogva akadtak nézeteltérések.
Az Egyház püspökei zsinatokon vitatták meg ezeket a kérdéseket, és fogalmazták meg hittételekben (dogmákban), hogy mi a keresztény egyház hivatalos tanítása az adott kérdésben. Az egyháztörténelem során tehát a legtöbb dogma a vitatott kérdésre adott válaszként fogalmazódott meg.
Ahogy egyre több ilyen hittétel született, idővel felmerült az igény, hogy ezeket a hittételek rendszerbe foglalják. Így alakult ki a dogmatika, a keresztény hittételekkel foglalkozó tudományág.

## Dogmatika a katolikus egyházban
A katolikus dogmatikának több forrása van:
- A Biblia: a szentírástudomány eredményeit felhasználva megvizsgálja és dokumentálja, hogy az adott hittétellel kapcsolatban mit tanít a Szentírás.
- A hagyomány: Felkutatja és bemutatja, mi volt az ősegyháznak és az egyházatyáknak (az első századok hittudósainak) a tanítása az adott kérdésben.
- Az egyházi tanítóhivatal korábbi megnyilatkozásai.: zsinatok döntései, pápai megnyilatkozások.
- Bemutatja, hogy az adott kérdésben mi a közelmúlt és a jelen neves teológusainak a véleménye.
- A legtöbb dogmatika figyelembe veszi azt is, hogy az adott kérdésben, mi a keresztény nép „közvélekedése”.

E források szintézise alapján fogalmazza meg az egyes tételeket, kitérve arra is, hogy a megfogalmazott állításnak milyen fokú a bizonyossága, milyen mértékben kötelező jellegű a hívek számára, illetve, hogy egyes téves állítások milyen mértében elvetendőek. („Hitjelzések és megbélyegzések”)
A legtöbb dogmatikai összefoglaló mű az alábbi nagy témaköröket öleli fel: 
- Isten létezése,
- szentháromság-tan,
- teremtés tana (többnyire jelképes formában),
- teológiai embertan,
- krisztológia,
- megváltás-tan,
- szentség-tan,
- kegyelem-tan,
- mariológia,
- eszkatológia,
- egyház-tan.

## Dogmatika a jogtudományban
A jogdogmatika a jogtudománynak az az ága, amely a hatályos és a többség által elfogadott jogrend szisztematikus összefoglalására törekszik, vagyis a jogrendszer anyagát képező különböző jogszabályok rendszerezését és osztályozását végzi.
Feladata a hatályos jog általánosan elismert értékeken alapuló, racionális érvekkel való magyarázata. Gyűjti, elemzi és értékeli az eddig felvetett jogi megoldásokat és ennek az elemző és rendszerező munkának eredményeként általános jogi elveket igyekszik megfogalmazni. Ellenkező irányban: vizsgálja, miként lehet az elvont (absztrakt) jogi elveket konkrét esetekre alkalmazni.  Ezzel segíti a jogalmazók munkáját a jogszabályozási hiányokból fakadó problémák (joghézagok: nem lehet minden elképzelhető esetet jogszabályba foglalni) megoldásában, a jogi szövegek értelmezésében, jogi viták eldöntésében, a törvényhozókat pedig új jogszabályok megalkotásában.

### Teológiai dogmatika
- Dr. Tuba Iván: A katolikus hit rendszere Archiválva 2010. január 25-i dátummal a Wayback Machine-ben
- Magyar katolikus lexikon: Teológia
- Magyar katolikus lexikon: Dogmatika
- A dogmatika kézikönyve, 1-2.; szerk. Theodor Schneider; Vigilia, Budapest, 1996–1997
  - 1. Prolegomena, istentan, teremtéstan, krisztológia, pneumatológia; ford. Fila Béla et al.; 1996
  - 2. Kegyelemtan, ekkléziológia, mariológia, általános szentségtan, részletes szentségtan, eszkatológia, szentháromságtan; ford. Cselényi István Gábor et al.; 1997
- Kocsis Elemér: Református dogmatika; Kölcsey Ferenc Református Tanítóképző Főiskola, Debrecen, 1998
- Nagy Gyula: Az egyház mai tanítása. Evangélikus dogmatika; Magyarországi Evangélikus Egyház Sajtóosztálya, Budapest, 2000–2004
  - 1. Alapkérdések. Keresztyén tanítás Istenről, a világról és az emberről; 2000
  - 2/1. A bűn lényege, eredete és következményei. Hamartiológia; 2004
- Louis Berkhof: Keresztyén dogmatika. A kegyelemről szóló tanítás kézikönyve; ford. Kosteleczki Jánosné; Ébredés Alapítvány, Pécel, 2003
- A katolikus dogmatika lexikona; szerk. Wolfgang Beinert, magyar kiadás szerk. Görföl Tibor, Lukács László, ford. Gáspár Csaba László et al.; Vigilia, Budapest, 2004
- Gerhard Ludwig Müller: Katolikus dogmatika. A teológia tanulmányozásához és alkalmazásához; ford. Hegyi Márton et al.; Kairosz, Budapest, 2007
- Vanyó László: Bevezetés az ókeresztény kor dogmatörténetébe; Szt. István Társulat Budapest, 2009

### Jogi dogmatika
- Hegedűs Fanni: Jogdogmatika és jogpolitika a bírói gyakorlat hatása alatt
- Die rechtswissenschaftlichen Disziplinen[halott link]
- Sciencesensociete.eu: Rechtswissenschaften
- Győrfi Tamás: A többrétegű jog koncepciója.